# Campeonato Brasileiro de Futebol Feminino Sub-18
Die Campeonato Brasileiro de Futebol Feminino Sub-18 (port. für Brasilianische U18-Fußballmeisterschaft der Frauen) ist die vom nationalen Fußballverband Brasiliens CBF seit 2019 ausgetragene nationale Fußballmeisterschaft der Frauen für U18-Nachwuchskader.

## Meister nach Saison
| Saison | Meister          | Vizemeister             | Dritter     | Vierter          | Teilnehmer |       |
| ------ | ---------------- | ----------------------- | ----------- | ---------------- | ---------- | ----- |
| 2019   | SC Internacional | São Paulo FC            | Santos FC   | EC Iranduba      | 24         | [ 1 ] |
| 2020   | Fluminense FC    | SC Internacional        | Santos FC   | São Paulo FC     | 24         | [ 2 ] |
| 2021   | São Paulo FC     | SC Corinthians Paulista | Ferroviária | SC Internacional | 24         | [ 3 ] |

## Torschützenköniginnen
| Saison | Spielerin        | Verein           | Tore |
| ------ | ---------------- | ---------------- | ---- |
| 2019   | Amanda Gutierres | Santos FC        | 16   |
| 2020   | Milena Barreto   | SC Internacional | 11   |
| 2021   | Raissa           | Ferroviária      | 9    |